# Галлат лития
Галлат лития — химическое соединение,
соль лития и галловой кислоты с формулой C6H2(OH)3COOLi,
бесцветные (белые) кристаллы,
растворяется в воде.

## Получение
- Гидролиз таннина с последующей экстракцией галловой кислоты гидроксидом лития.

- Добавление к раствору галловой кислоты в метаноле метилата лития в токе водорода:

{\displaystyle {\mathsf {C_{6}H_{2}(OH)_{3}COOH+CH_{3}OLi\ {\xrightarrow {}}\ C_{6}H_{2}(OH)_{3}COOLi+CH_{3}OH}}}

## Физические свойства
Галлат лития образует бесцветные (белые) кристаллы.
Растворяется в воде, этаноле,
не растворяется в ацетоне.

## Применение
- Пьезоэлектрик в электронной промышленности.
- Таннирующий агент при производстве бумаги и в литографии.
- Вяжущее средство в медицине.